# Савойя (футбольный клуб)
«Савойя» (итал. Associazione Calcio Savoia 1908) — итальянский футбольный клуб из города Торре-Аннунциата. Клуб был образован в 1908 году, и сейчас играет в Итальянской Серии C. Традиционный цвет команды — белый. Стадион Альфредо Жиру насчитывает 10750 посадочных мест. В сезоне 2013/14 клуб стал победителем в серии D и вышел в серию C.

## История клуба
«Савойя» была основана в 1908 году и начала свои выступления в третьем итальянском дивизионе. В высшей итальянской лиге команда дебютировала в сезоне 1920/21 и провела там в общей сложности пять сезонов. Самым успешным для «Савойи» был сезоне 1923/24, когда команда добралась до финала первенства, где уступила «Дженоа». В сезоне 1924/25 «Савойя» в последний раз приняла участие в чемпионате Италии, а через пять лет докатилась до пятого дивизиона. В 1955 году клуб был объявлен банкротом и расформирован, в том же году появилась возрожденная команда. Более пятидесяти лет возрождённая «Савойя» скиталась по низшим итальянским лигам, а в сезоне 2008/09 снова была расформирована. Второе возрождение команды состоялось летом 2010 года. Стартовав с шестой лиги, «Савойя» к сезону 2014/15 добралась до Серии C.

## Достижения
Финалист чемпионата Италии (1): 1923/24

## Известные игроки и воспитанники
- Кристиан Бертани
- Джулио Мильяччо
- Симоне Тирибокки